# خوسيه أنطونيو نوغويرا
خوسيه أنطونيو نوغويرا هو لاعب كرة قدم برازيلي، ولد في 26 نوفمبر 1965 في ساو باولو في البرازيل. شارك مع منتخب باكستان لكرة القدم.